# 三重交通伊賀営業所
三重交通伊賀営業所（みえこうつういがえいぎょうしょ）は、三重県名張市にある三重交通の営業所。伊賀観光営業所を併設している。

## 現行路線

### 高速路線

#### 名古屋上野高速線

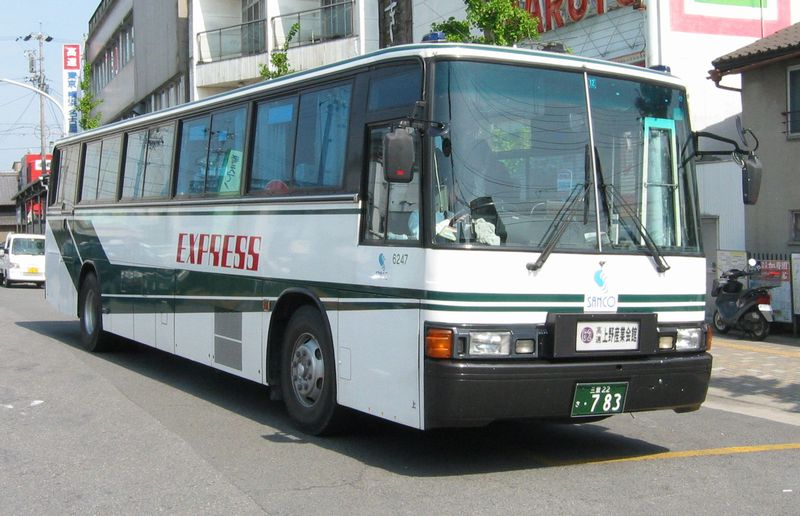
三重交通伊賀営業所に所属する高速バス車（2004年5月）

- 三交上野車庫 - 上野市駅 ⇔ 御代インター森精機前 ⇔ 関バスセンター ⇔ 名鉄バスセンター

路線沿革
- 1988年4月： 名鉄バスセンター - 三交上野車庫間で運行開始
- 1991年頃： 関バスセンター経由に変更
- 2006年12月20日： 伊賀地区の始発終着を三交伊賀車庫（名張市西田原）に延伸
- 2011年4月1日： 伊賀地区の始発終着を三交上野車庫に変更（運行区間を短縮）

### 一般路線
- かつて上野営業所と名張事業所で路線を管理していた名残で、一部で系統番号の重複が発生している。なお、◎は地域間幹線系統として、国・三重県・自治体の補助を受けて運行する路線である[3]。また、路線によってはカッコ内を運行・経由しない便も混在する。

#### 桔梗が丘線
- 01系統：（MEGAドンキUNY名張店 → ）桔梗が丘駅前 → 南桔梗が丘 → 山之手 → 東桔梗が丘 → 桔梗が丘駅前（ → MEGAドンキUNY名張店）
- 02系統：桔梗が丘駅前 → 東桔梗が丘 → 山之手 → 南桔梗が丘 → 桔梗が丘駅前

※2022年4月1日からMEGAドンキUNY名張店は土曜・日曜にも乗り入れるようになった。

#### すずらん台線
- 04系統：（名張青峰高校前 ← 市立病院 ← 百合が丘 ← 名張市役所 ← ）桔梗が丘駅前 - 東桔梗が丘 - 小波田 - すずらん台口 - すずらん台
- 04系統：（MEGAドンキUNY名張店 - ）桔梗が丘駅前 - 東桔梗が丘 - 小波田 - すずらん台口 - すずらん台

※名張青峰高校前への乗り入れは平日のみ。
※2022年4月1日からMEGAドンキUNY名張店は土曜・日曜にも乗り入れされるようになった。

#### 百合が丘線
- 05系統
  - 東回り： 名張駅東口 → 名張青峰高校前 → 百合が丘 → 市立病院前 → 名張駅東口
  - 西回り： 名張駅東口 ← 名張青峰高校前 ← 百合が丘 ← 市立病院前 ← 名張駅東口

- 07系統
  - 東回り： 名張駅東口 → 名張青峰高校前 → 百合が丘 → 市立病院 → 名張駅東口
  - 西回り： 名張駅東口 ← 名張青峰高校前 ← 百合が丘 ← 市立病院 ← 名張駅東口

#### 梅が丘線
- 06系統
  - 北回り：MEGAドンキUNY名張店 → 名張駅前 → 大屋戸 → 梅が丘 → 南三番町 → 名張駅前
  - 北回り：名張駅前 → 大屋戸 → 梅が丘 → 南三番町 → 名張駅前 → 名張市役所
  - 北回り：（名張駅前 → 東町 → 大屋戸 → ）梅が丘 → 南三番町 → 大屋戸 → 東町 → 名張駅前

※［梅が丘→南三番町→名張駅前］間は朝のみ運転。
- 06系統
  - 南回り：（名張市役所 → 名張駅前 → 大屋戸 → ）梅が丘南二番町 → 梅が丘 → 名張駅前（ → 名張市役所）
  - 南回り：名張駅前 → 大屋戸 → 南三番町 → 梅が丘 → 名張駅前 → MEGAドンキUNY名張店
  - 南回り：（名張駅前発 → 大屋戸 → ）梅が丘南二番町 → 梅が丘 → 大屋戸 → 東町 → 名張駅前
  - 南回り：名張駅前発 → 大屋戸 → 梅が丘南二番町 → 梅が丘

※［梅が丘南二番町→名張駅前→名張市役所（※一部は名張駅前止り）］間は平日朝のみ、［名張市役所→名張駅前→梅が丘南二番町→名張駅前→名張市役所］間は平日昼のみ、［名張駅前→大屋戸→梅が丘南二番町→梅が丘］間は夜のみそれぞれ運転。
- 06系-1統
  - 北回り
    - 梅が丘 → 南三番町 → 名張駅前 → 市立病院

※平日朝のみ運転。なお、名張市役所と市立病院病院への乗り入れは平日のみ実施（各経路共通）。

#### ◎阿波線
- 10系統： 上野市駅 → 茅町駅前 → 緑ヶ丘 → 荒木 → 大山田支所前 → 汁付
- 12系統： 上野市駅 - 茅町駅前 - 緑ヶ丘 - 荒木 - 大山田支所前 - 子延口 - 汁付

※10系統（「子延口」通過）は朝に片道1便のみ運行。大山田温泉への乗り入れは2023年9月30日をもって廃止。

#### 赤目線
- 11系統： 赤目口駅前 - 柏原 - 赤目滝
- 11系統： 名張駅前 ← 赤目中学校前 ← 赤目口駅前 ← 柏原 ← 赤目滝

※名張駅前ゆきは最終便の1本のみ運行。

#### 友生線
- 16系統： 上野市駅 - 茅町駅前 - 下友生 - ゆめが丘四 - 上友生 - 高山
- 16系統： 上野市駅 - 茅町駅前 - 下友生 - ゆめが丘四 - ゆめが丘浄水場 - 上友生 - 高山
- 16系統： 上野市駅 → 茅町駅前 → 下友生 → ゆめが丘四 → 下友生 → 茅町駅前 → 上野市駅

※ゆめが丘地区内は上り・下り共に反時計周り（DMGMORIアリーナ前 → ゆめが丘四 → ゆめが丘地区市民センター前 → 友生小学校前）で運行する。2020年4月1日よりゆめが丘浄水場に乗り入れる。

#### ◎曽爾香落渓線
- 20系統： 名張駅前 - 青蓮寺湖前 - 紅葉谷 - 太良路 - 曽爾高原（季節運行）
- 21系統： 名張駅前 - （近大高専前） - 青蓮寺湖前 - 紅葉谷 - 太良路 - （曽爾高原ファームガーデン） - 曽爾役場前 - 掛西 - 山粕西

※2021年より、21系統の朝夕一往復を春日丘経由に変更した。（近大高専へのアクセスのため）

#### つつじが丘線
- 25系統：《北回り》 名張駅東口 → 春日丘 → 北八番町 → つつじが丘 → 春日丘 → 名張駅東口
- 26系統：《南回り》 名張駅東口 → 春日丘 → つつじが丘 → 北八番町 → 春日丘 → 名張駅東口
- 27系統：《南回り》 （名張市役所 → ）名張駅東口 → 春日丘 → つつじが丘 → 北八番町 → 春日丘 → 名張駅東口（ → 名張市役所）

※同線は2017年4月10日-5月1日の間、中部運輸局に運行計画の変更届を行わずに運行したことが原因で、同年10月に運輸局より行政処分を受けた。

#### ◎玉滝線
- 26系統： 上野市駅（ - アピタ伊賀上野店） - 服部 - 佐那具 - 河合 - 阿山支所前

※2012年4月1日より一部の便はアピタ伊賀上野店へ乗り入れている。

#### 柘植線
- 27系統： 上野市駅 - 小田口 - 城北 - 西方寺 - 佐那具 - 佐那具病院前 - 川東 - あけぼの学園前 - 御代 - 新堂駅南口
- 29系統： 上野市駅 - 小田口 - 寺田 - 西方寺 - 佐那具 - 佐那具病院前 - 川東 - あけぼの学園前 - 御代 - 新堂駅南口

※かつては柘植本線として柘植駅前まで乗り入れていた。なお、［新堂駅南口 - 消防署東分署前（旧：伊賀支所）］間はいがまち行政サービス巡回車の路線として残存する。

#### 諏訪・予野線
- 31系統： 治田西口 - 立正寺前 - 猪田道 - 名阪東インター - 上野市駅 - 市営球場前 - JR伊賀上野駅前 - 大谷 - 諏訪 - 諏訪下出
- 32系統： 治田西口 - 花垣支所前 - 金坪 - 猪田道- 市民病院下 - 桑町 - 上野市駅 - 市営球場前 - JR伊賀上野駅前 - 大谷 - 諏訪 - 諏訪下出
- 32系統： 上野市駅 - 桑町 - 市民病院下 - 猪田道 - 金坪 - 花垣支所前 - 治田西口

※諏訪線はかつては三田丸柱線として、丸柱地区や滋賀県甲賀市（旧：甲賀郡信楽町）まで乗り入れていた。現在は三田坂バイパス経由になり西三田からルート変更され、大谷 - 諏訪 - 諏訪下出の運転となった。なお、同線は2020年4月1日より土曜・日曜・祝日運休のうえ、予野線と統合され運転開始。

#### 奥津線
- ◎31系統： 名張駅前 - 夏見 - 上比奈知 - 飯垣内 - 太郎生 - 敷津
- 33系統： 名張駅前 - 夏見 - 比奈知学校前 - 滝之原下出

#### 西山・島ヶ原線
- 42系統： 上野市駅 - 小田町 - 岩倉 - 西山（ - やぶっちゃランド） - 島ケ原駅前 - 正月堂東 - 中矢）

※2020年4月1日より日曜・祝日運休のうえで西山線と島ヶ原線を統合して運行を開始した。当線は「西山」を始終着とする便と「中矢」を始終着とする便が混在する。なお、「やぶっちゃランド」への乗り入れは同施設の営業日のみ実施する。

#### 月瀬線
- 52系統： 上野市駅 - 鍵屋辻 - 永谷辻 - 月ヶ瀬温泉口 - 尾山 - 桃香野口
- 53系統： 上野市駅 - 鍵屋辻 - 法花 - 月ヶ瀬温泉口 - 尾山 - 桃香野口
- 54系統： 治田公民館 ← 月ヶ瀬温泉口 ← 尾山 ← 桃香野口

県境を超えて奈良市の月ヶ瀬地区に乗り入れる路線で、石打 - 桃香野口間は奈良交通の94・95系統（JR奈良駅 - 石打）と並行している（いずれも便数少ないが、奈良市中心部まで乗り継ぐことは可能）。

#### 南山城線
- 55系統： 月ケ瀬口駅前 - 高山ダム口 - 尾山口（季節運行）

※全線が京都府相楽郡南山城村を走行する。

#### ◎上野名張線
- 71系統： 名張駅前 - 桔梗が丘駅 - 金坪 - （岡波総合病院） - 勧進辻 - 上野市駅 - 伊賀上野駅前

※一部のみ上野市駅止り（「銀座経由 上野市駅」という幕が表示され、下部の英語表記の左側にハイトピア伊賀と表示される）
※2023年1月4日、岡波総合病院の移転開院により、日中の便のみ病院へ乗り入れ開始
- 72系統： 名張駅前 - 桔梗が丘駅 - 三交伊賀車庫
- 73系統：上野市駅 → 岡波総合病院
- 74系統：名張駅前 → 岡波総合病院

※73・74系統は平日朝のみ運行（2023年1月4日から）。

#### 桐が丘線
- 80系統：（羽根東 - ）青山町駅前 - 別府 - 桐が丘3丁目 - 桐が丘

※2012年4月1日のダイヤ改正で、平日の日中のみ、羽根東（青山Aコープ前）まで延長運転される。

### 受託路線
- 上野コミュニティバス（にんまる）
- 名張市コミュニティバス（ナッキー号）

## 休止路線

### 高速路線

#### 高速伊賀大宮線（いが号）
現在は三重交通の単独運行となっているが、関東側では京浜急行バスも予約・発券業務を行っている。これは1989年の開設当初は京浜急行電鉄（2003年10月1日に自動車事業を分社化）と共同運行を行っていたからである。なお、新型コロナウイルス感染拡大の影響により、2022年秋頃から運行を休止している。
現在（休止時点）の運行経路
2018年7月1日から下記の経路に変更し、［YCAT（横浜駅東口） - 品川バスターミナル］間の運行は廃止された。
- 名張市役所 - 近鉄名張駅前 - 桔梗が丘駅北口 - 伊賀営業所 -三交上野車庫 - 上野市駅 - 御代インター森精機前 - 関バスセンター - 近鉄四日市駅 ⇔ YCAT（横浜駅東口） - 池袋駅東口 - 大宮駅西口 - 西武大宮営業所

過去の運行経路
2018年6月30日までは下記の経路で運行していた。
- 名張市役所 - 名張駅 - 伊賀営業所 - 三交上野車庫 - 上野市駅 - 御代インター森精機前 - 関バスセンター - 近鉄四日市駅 ⇔ YCAT（横浜駅東口） - 品川バスターミナル

## 廃止・撤退路線
- 伊賀長島温泉高速バス

土曜・休日や学校の長期休暇中など特定日のみ、1日1往復運行していた。
停留所一覧
- 名張駅西口（名張駅前） - 三交伊賀車庫 - 三交上野車庫 - 上野産業会館（近鉄上野市駅前） - 関バスセンター - 長島温泉 - なばなの里

路線沿革
- 2007年3月21日：運行開始
- 2008年

- - 1月7日：最終運行日
  - 1月8日：廃止

- 伊賀京都高速線

停留所一覧
- 三交上野車庫 - 上野市駅 - 銀座四丁目 - 桑町 - 道の駅あやま ⇔ 五条京阪 - 京都駅八条口

路線沿革
- 2016年3月1日：運行開始
- 2017年8月1日：道の駅あやまに停車開始。
- 2018年4月1日：平日の運行を取り止め、土曜・日曜・祝日及びお盆（8月13日から15日）と年末年始（12月30日から翌年1月4日）のみ運行に変更。
- 2018年10月1日 - 運行廃止（最終運行は9月30日）。

- 伊賀大阪高速線（忍者ライナー）

停留所一覧
- 三交上野車庫 - 上野市駅 - 銀座四丁目 - 桑町 - 名阪上野ドライブイン - 国道山添 - 針インター ⇔ 大阪梅田（東梅田駅） - 新大阪駅北口

- すずらん台線
  - 03系統： 桔梗が丘駅前 - 中桔梗が丘 - 小波田 - すずらん台口 - すずらん台（日中のみ運転）

- 上野市内線
  - 06系統： 東条-伊賀上野駅前 - 上野産業会館 - 桑町駅前 - 四十九 - 市民病院
  - 07系統： 伊賀上野駅前 - 上野産業会館 - 並松 - 猪田道 - 田中 - 東出
  - 07系統(2代目)： 上野産業会館 - 恵美須町 - 緑ヶ丘本町 - 緑ヶ丘南町 - 卸商業団地 - 四十九 - 市民病院
  - 08系統： 東条 - 伊賀上野駅前 - 上野産業会館 - 恵美須神社前(工業高校口) - 工業高校前 - 緑ヶ丘 - 荒木団地前

- 梅が丘線
  - 06系統： 名張駅前発 → 南回り（2010年代前半は北回りも増設） → 梅が丘循環 → 名張市役所行き[注 2]
  - 06系統： 名張駅前発 → 南回り梅が丘循環 → アピタ名張店[注 3]
  - 06-1系統： 名張市立病院 → 名張駅前経由（9時台はこのバス停始発） → 北回り梅が丘 → 名張駅前経由[注 5]

- 赤目香落溪線
  - 14系統： 赤目口駅前 → 曽爾 → 紅葉谷 → 青蓮寺湖 → 名張駅前
    - 季節運行路線であった。

- 阿波線
  - 11系統： 上野産業会館 - 大山田役場前 - 汁付 - 平木
  - 13系統： 上野産業会館 - 茅町駅前 - 緑ヶ丘 - 大山田支所前 - 坂下
    - ［大山田支所前 - 坂下］間は大山田コミュニティバスで代替。

- 柘植北線
  - 21系統： 上野産業会館 - 寺田 - 一之宮 - 佐那具 - 河合 - 中友田 - 上柘植 - 柘植駅前
  - 21系統： 上野産業会館 - 城北 - 印代 - 佐那具 - 河合

- 布生線
  - 22系統： 名張駅前 - 夏見 - 青蓮寺湖前 - 百々 - 布生
  - 23系統： 名張駅前←上本町←夏見←青蓮寺湖前←百々←布生（平日朝のみ運転）
    - 2008年3月31日で廃止。4月1日から布生線は国津地区あららぎ号で代替。

- 玉滝線
  - 26系統： 上野産業会館 - 服部 - 佐那具 - 阿山町役場前（現・阿山支所前） - 中友田 - 玉滝 - 槙山
  - 27系統： 上野産業会館 - 服部 - 佐那具 - 阿山町役場前（現・阿山支所前） - 中友田 - モクモクファーム - 玉滝 - 槙山
    - 上野産業会館（現・上野市駅） - 阿山支所前は存続。

- つつじが丘線
  - 25・26系統共通： 名張駅東口→松崎町→青少年センター(ADSホール)→朝日町→名張産業会館(現:名張産業振興センターアスピア前)[注 6]
  - 28系統： 名張市立病院→名張駅東口→つつじヶ丘→名張駅東口→名張市立病院[注 7]

- 柘植本線
  - 28系統： 上野産業会館 - 城北 - 佐那具 - 柏野 - 西新堂 - 伊賀町役場前（現・伊賀支所） - 野村 - 柘植駅前
  - 29系統： 上野産業会館 - 城北 - 佐那具 - 川東 - 西新堂 - 伊賀町役場前（現・伊賀支所） - 野村 - 柘植駅前

- 三田丸柱線
  - 31系統： 上野産業会館 - 市営球場前 - 伊賀上野駅前 - 音羽口 - 諏訪 - 丸柱
    - 以前は信楽線として、信楽駅前（滋賀県甲賀郡信楽町（現・甲賀市信楽町））まで運行していた。

- 名張奥津線
  - 31系統： 名張駅前 - 夏見 - 上比奈知 - 飯垣内 - 太郎生 - 敷津 - 奥津駅前
    - 2021年3月末をもって廃止。国鉄（現・JR東海）名松線の未成に終わった区間を結ぶ路線であった。末期は1往復のみ運行し、名張発の便は伊勢奥津駅からの名松線最終列車に乗り継ぎが可能であった[13]。

  - 31系統：飯垣内 - 太郎生 - 敷津 - 奥津駅前

- 名張青山線
  - 46系統： 青山町駅前→新羽根橋→小波田→中桔梗が丘→桔梗が丘駅前→名張警察署前→名張駅前（平日朝のみ片道運転）

- 名張山添線
  - 52系統： 名張駅前 - 大屋戸 - 薦生 - 葛尾 - 毛原神社前
    - 2011年4月1日のダイヤ改正にて廃止され、以降は山添村の自主運行バスで代替されている[14]。

- 南山城線
  - 54系統： 上野産業会館 - 奥法花 - 白樫 - 尾山東 - 高山ダム口 - 月ヶ瀬口駅前
  - 55系統： 月ヶ瀬口駅前 - 高山ダム口 - 高山大橋 - 松笠
    - 全線が京都府相楽郡南山城村を走行する。2006年3月31日で廃止。4月1日から南山城村村営バス（スクールバス・一般混乗）で代替。

- 上野山添線
  - 56系統： 上野産業会館 - 愛宕町 - 永谷辻 - 治田西口 - 中峯山 - 大西 - 菅生
  - 57系統： 上野産業会館 - 桑町 - 国道大内 - 治田西口 - 中峯山 - 大西 - 菅生
    - 2012年4月1日のダイヤ改正で廃止。

- 津天理特急線
  - 60系統： 米津 - 三重会館 - 津駅前 - 高野尾 - 板屋 - 伊賀町役場前 - 上野産業会館 - 桑町 - 国道大内 - 国道治田 - 国道五月橋 - 国道山添 - 国道針 - 国道櫟本 - 天理駅前（上野産業会館 - 天理駅前間、奈良交通と共同運行）

- ◎上野天理線

- 60系統： 上野市駅 - 桑町 - 国道大内 - 治田西口 - 中峯山 - 大西 - 国道山添 - 国道針 - 国道櫟本 - 天理駅前
  - 2016年10月1日のダイヤ改正で廃止。最末期は、土曜・日曜・祝日に1往復のみ運行していた。

- 60系統： 上野市駅 - 桑町 - 国道大内 - 治田西口 - 中峯山 - 大西 - 国道山添 - 針インター
  - 2012年4月1日のダイヤ改正で上野山添線（上野産業会館 - 菅生）と統合し、上野 - 国道山添間を軸に系統を再編（※補助対象区間は上野 - 国道山添間）したが、2023年4月1日のダイヤ改正で国道山添 - 針インター間（※同区間は山辺高校山添分校の登校日（平日）のみ運行）の運行を廃止した。同日のダイヤ改正後は上野山添線（上野市駅 - 国道山添）に改称して存続したが、2024年4月1日のダイヤ改正で路線そのものが廃止となった。当路線の廃止に併せて山添村村民バス（※土曜・日曜・祝日と年末年始は運休）が廃止代替路線として運行しているが、経路および運行区間は多少異なる。

- 安部田線
  - 60系統： 名張駅前 - 下黒田 - 上黒田 - 安部田 - 若宮橋
    - 2008年3月31日で廃止。4月1日から安部田線は「ほっとバス錦」で代替。

- 上野名張線
  - 70系統： 上野産業会館 - 鍵屋辻 - 金坪 - 桔梗が丘 - 名張駅前

- 霧生線
  - 82系統： （福祉センター・青山中学校前 - 別府） - 青山町駅前 - 青山支所前 - 山立 - 福川 - 腰山 - 霧生上出
  - 82系統： （福祉センター・青山中学校前 - 別府） - 青山町駅前 - 青山支所前 - 川上上口 - 山立 - 福川 - 腰山 - 霧生上出

- 高尾線
  - 83系統： （福祉センター・青山中学校前 - 別府） - 青山町駅前 - 青山支所前 - 山立 - 種生支所前 - 小河内 - 原池 - 高尾
  - 83系統： （福祉センター・青山中学校前 - 別府） - 青山町駅前 - 青山支所前 - 川上上口 - 山立 - 種生支所前 - 小河内 - 原池 - 高尾
  - 84系統： （福祉センター・青山中学校前 - 別府） - 青山町駅前 - 青山支所前 - 川上上口 - 小河内 - 原池 - 高尾

- 滝線
  - 85系統： 青山町駅前 - 別府 - 伊勢路 - 勝地 - 滝
  - 85系統： 青山町駅前 - 別府 - （福祉センター・青山中学校前） - 伊勢路 - 勝地 - 滝
    - 霧生線、高尾線、滝線は青山行政バスで代替。

- 西山線
  - 41系統： 市民病院 - 並松 - 上野市駅 - 小田町 - 岩倉 - 西山
  - 41系統： 市民病院←上野市駅←鍵屋辻←岩倉←西山（平日のみ）
    - 2020年4月1日より島ヶ原線と統合。全便が上野市駅発着となり、市民病院への乗り入れがなくなる。

- 島ヶ原線
  - 42系統： 上野産業会館 - 鍵屋辻 - 長田 - 島ケ原駅前 - 正月堂東 - 中矢
  - 43系統： 市民病院 - 並松 - 上野産業会館 - 鍵屋辻 - 長田 - 島ケ原駅前 - 正月堂東 - 中矢
  - 43系統： 上野市駅 - 鍵屋辻（ - やぶっちゃランド） - 島ケ原駅前 - 正月堂東 - 中矢
    - やぶっちゃランドへの乗り入れは営業日のみ実施。2020年4月1日より西山線と統合。一部停留所が廃止となる。

- 予野線
  - 91系統： 上野市駅 - 桑町 - 市民病院下 - 猪田道 - 金坪 - 花垣支所前 - 治田西口
  - 92系統： 上野市駅 - 桑町 - 市民病院下 - 猪田道 - 金坪 - 花垣支所前 - 大滝峡
    - 2020年4月1日より諏訪線と統合。大滝峡方面は統合の対象外となり、同年3月31日をもって廃止。

## 車両
- 路線バス (2020年4月1日より、BUS VISIONに対応) [注 9]
  - いすゞ自動車ERGA
  - 大型車
  - ノンステップバス標準尺(N1,N3) 13台 
    - 1028号車、1088号車〜1090号車[注 10]、1123号車、1126号車〜1129号車、1135号車、1136号車、1152号車、1154号車

  - ノンステップバス大型短尺・ワンステップバス
    - ノンステ短尺 4台
    - 1023号車〜1026号車
    - ワンステップバス 3台
    - 1287号車、1293号車、1294号車[注 11]

  - 中型ワンステップバス・中型ノンステップバス
    - 中型ワンステップ 16台
    - 3311号車、3320号車、3334号車、3335号車、3361号車、3367号車、3368号車、3370号車、3372号車〜3374号車、3377号車、3401号車、3411号車、3413号車、3414号車   [注 12]
    - 中型ノンステップバス 2台
    - 3036号車、3038号車[注 13][注 14]

- いすゞ自動車ERGAノンステップバス大型車両最新型 4台
  -     - 三重ナンバー230 2台 1188号車、1511号車[注 15]
    - 通常三重ナンバー 2台 1168号車、1199号車
- いすゞ自動車ERGAノンステップバス中型車両最新型 7台
  -     - 三重ナンバー230 1台 3091号車[注 16]
    - 通常三重ナンバー 5台 3074号車〜3076号車、3082号車、3083号車、3104号車

- いすゞ自動車(旧富士重工業)製大型ツーステップバス7E(R17型ボディ) 1台
  - 三重ナンバー22 (き)ナンバーKC-代 1台[注 17]
    - 1214号車

- 日野自動車
  - 大型ワンステップバス ブルーリボンII 2台
    - 6124号車、6125号車[注 18]
    - 小型ノンステップバスポンチョ 3台
    - 6475号車、6481号車、6482号車[注 19]
    - 小型ツーステップバスリエッセ 1台
    - 6652号車[注 20]
    - 小型ツーステップリフトバスリエッセ 2台
    - 6677号車、6678号車[注 21]
    - 小型ツーステップリフトバス ローザ 2台
    - 2136号車、2137号車

- BUS VISION非対応車
  - 名張市コミュニティバス全車両
  - いすゞ自動車ERGAmioワンステップバス 3361号車 ナッキー号

- 高速バス・いすゞ自動車GALA HD 5台
- 5306号車、5360号車、5375号車、5376号車、5379号車
- 日野自動車 セレガ 2台
- 6806号車、6807号車
- いすゞ自動車ERGA大型標準尺ノンステップバス2004年形
  -     - 1041号車「元皇學館大学スクールバス」2014年導入

- ラッピング車両
  - いすゞ自動車ERGAmio中型ワンステップバス 3413号車
    - 三重県警JA共済日本テレビ放送網系列 やなせたかし原作アニメそれいけ!アンパンマンの交通安全ラッピング

  - いすゞ自動車ERGAノンステップバス標準尺(N3) 1088号車
    - 三重県最大級ショールーム ぷらすONEリフォーム

  - いすゞ自動車スバル自動車(旧富士重工業)製大型ツーステップバス7E(R17型ボディ) 1214号車[注 22]
    - 伊賀市安永ファミリーイベント2018 お絵かきバス

## ギャラリー

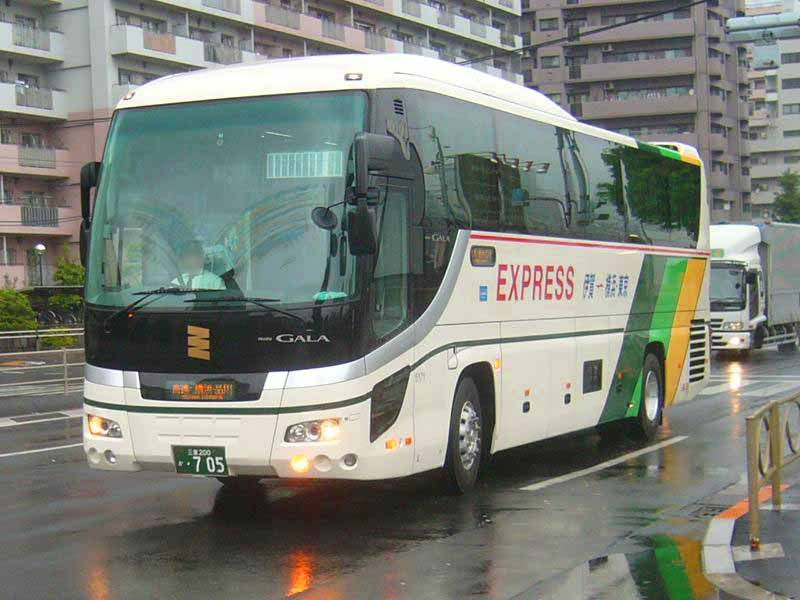
いが号（所定便用3列シート車）
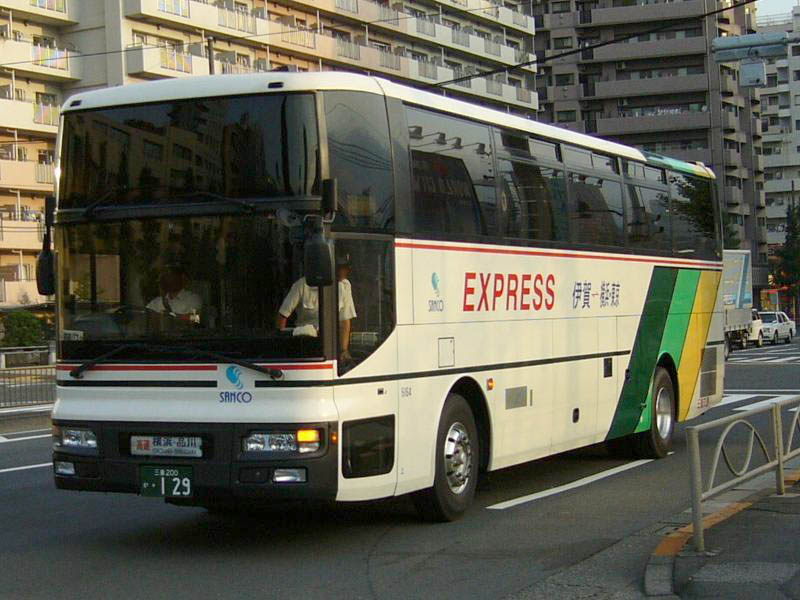
いが号（続行便用4列シート車）（ほかの営業所に転属済）
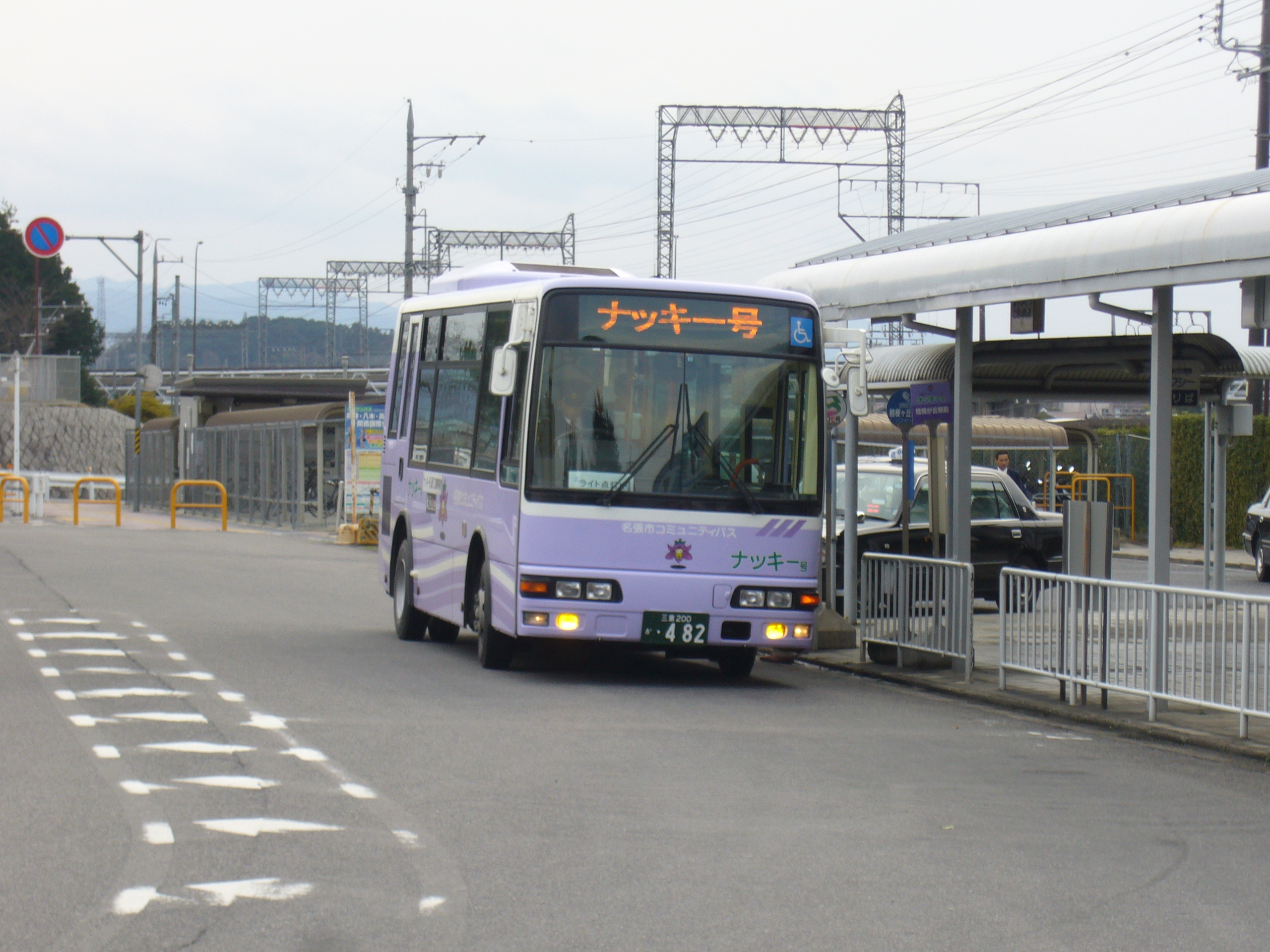
名張市コミュニティバス（ナッキー号 三菱ふそうエアロミディノンステップバス 2020年に三重交通松阪営業所へ転属）
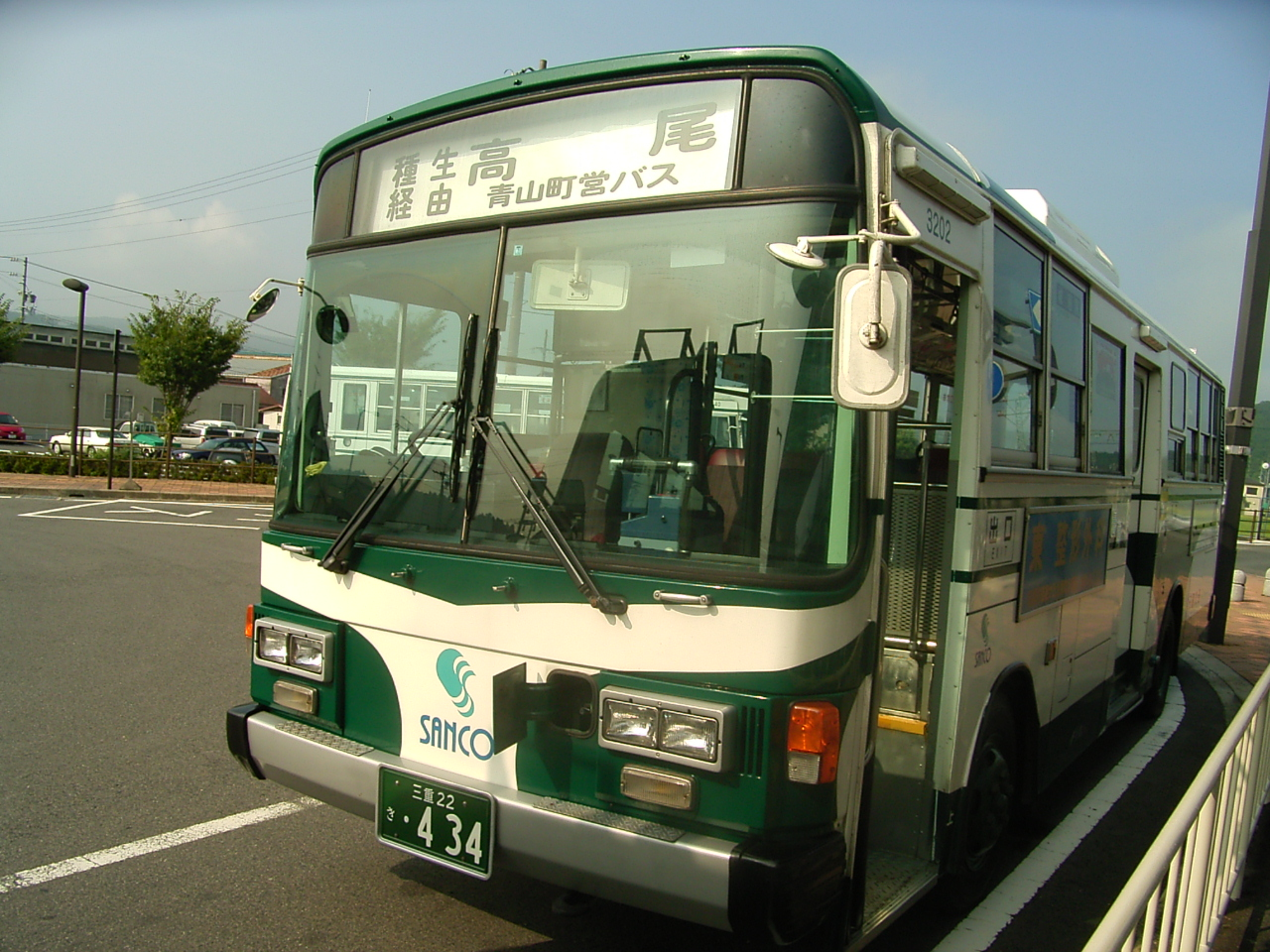
過去所属路線バス車両（いすゞジャーニーK 富士重工6Eボディ 2005年8月撮影、2012年廃車）